# Alach
Alach, Erfurt-Alach – dzielnica miasta Erfurt w Niemczech, w kraju związkowym Turyngia. 